# Александров, Всеволод Юрьевич
Все́волод Ю́рьевич Алекса́ндров (4 июня 1936, Москва —25 июля 2010, Москва) — советский и российский художник, член Союза художников СССР, представитель течения «нонконформизм».

## Биография
Всеволод Юрьевич Александров родился в 1936 году в старинной дворянской семье. Его отец, архитектор и график Юрий Владимирович Александров (1910—1976), участвовал во многих крупных проектах, в частности, под руководством Алексея Викторовича Щусева занимался разработкой внутренней отделки гостиницы «Москва».
После окончания Московской средней художественной школы при институте им. Сурикова, Всеволод Александров брал уроки у В. Е. Егорова, известного русского и советского художника театра и кино.
В 1957 году Всеволод Александров поступил в Строгановское училище, на кафедру монументальной живописи. В 1959 году принимал участие в научно-исследовательской работе по изучению состояния и копирования фресок Ферапонтова монастыря. Эта поездка повлияла на формирование Всеволода Александрова как художника. После неё, неудовлетворенный предлагаемой в Строгановском училище системой преподавания, он бросает его и поступает в Государственный художественный институт Эстонской ССР в Таллине.
В Эстонии его учителями живописи были профессор Иоаханнес Вырахансу и народный художник ЭССР, профессор Валериан Лойк. Оба принадлежали к европейской школе живописи и совершенствовали своё мастерство в Париже. По окончании института Всеволод Александров возвращается в Москву, где участвует в первой Всесоюзной молодёжной выставке.
Уже в конце 1960-х годов он органично переходит к абстрактной живописи. В эти годы им был создан цикл абстрактных картин, а также серия графических работ, посвященных современной архитектуре Парижа. В 1969 году Всеволод Александров вступает в Объединённый комитет профсоюзов художников-графиков, с 1979 года — член секции живописи при комитете. С середины 1970-х годов — постоянный участник выставок, в выставочном зале на Малой Грузинской улице в Москве. В 1979 году в нескольких городах Польской Народной Республики прошли персональные выставки художника. Его единственная персональная выставка в СССР в 1982 году была закрыта за попытку показать цикл религиозно-абстрактных работ.
В апреле 1991 года в Варшаве состоялась его персональная выставка, после которой Всеволод Александров был удостоен аудиенции Папы Римского Иоанна Павла II, который благословил художника и его картину «Мадонна Мизерикордия». До последних дней своей жизни Всеволод Александров активно работал, участвовал в выставках.
Всеволод Александров скончался 25 июля 2010 года в Москве.

## Преподавательская деятельность
В 1979—1981 годах  преподавал рисунок в Московском архитектурном институте (МАрхИ)
В 1981—1985 годах преподавал живопись в Строгановском училище.

## Список выставок
- 1976—1982 — участвовал в «Весенних»,«Осенних» и тематических выставках на Малой Грузинской улице Москвы
- 1979—1980 — серия персональных выставок в нескольких городах Польши
- 1980 — персональная выставка в Варшаве
- 1982 — персональная в Доме Архитекторов в Москве (экспозиция закрыта)
- 1991 — персональная выставка в Варшаве
- 1992 — персональная в Доме-музее Ф. И. Шаляпина в Москве
- 1998 — персональная выставка в Информационном центре ООН в Москве
- 2005 — групповая выставка «Художники Москвы» в выставочном зале МОСХ на 1-й Тверской-Ямской улице Москвы
- 2008 — групповая Юбилейная выставка «75 лет Московскому Союзу художников»
- 2009 — групповая выставка "Путь единства" в  Центральном доме художника

Выпускники Эстонской академии художеств